# Ålvundeids kommun
Ålvundeids kommun (norska: Ålvundeid kommune) var en kommun i Møre og Romsdal fylke i Norge. Kommunen omfattade ett område i den norra delen av nuvarande Sunndals kommun (större delen av nuvarande Ålvundeids socken). Byn Ålvundeidet utgjorde kommunens centralort.

## Administrativ historik
Ålvundeids kommun upprättades den 1 januari 1899 genom utbrytning ur Øksendals kommun. Kommunen hade 462 invånare vid upprättandet.
Den 1 januari 1960 gick Ålvundeids kommun, tillsammans med Øksendals kommun, åter upp i Sunndals kommun. Kommunens hade då 513 invånare.